# Delias mira
Delias mira é uma borboleta da família Pieridae. Foi descrita por Walter Rothschild em 1904. É endémica da Nova Guiné.
A envergadura é de cerca de 60 milímetros.

## Subespécies
- D. m. mira (Owen Stanley Range, Papua Nova Guiné)
- D. m. cieko Arima, 1996 (Baliem, Vale Pass, Montanhas Star)
- D. m. excelsa Jordan, 1930 (Nova Guiné, Montanhas Herzog)
- D. m. flabella van Mastrigt, 1995 (Irian Jaya)
- D. m. reversa Rothschild, 1925 (Nova Guiné, Sattleburg, Montanhas Rawlinson)
- D. m. roepkei Sanford & Bennett, 1955 (Terras Altas Centrais, Papua Nova Guiné)